# Erich Herrmann (Gewerkschafter)
Erich Herrmann (* 17. Juni 1928 in Steinheim am Main; † 19. Januar 2018) war ein deutscher Gewerkschafter. Von 1989 bis 1990 war er Vorsitzender der Gewerkschaft Nahrung-Genuss-Gaststätten (NGG).

## Leben
Herrmann wurde in einer Offenbacher Maschinenfabrik zum Industriekaufmann ausgebildet. Nach seiner Rückkehr aus dem Krieg schloss er sich den „Falken“ und der Gewerkschaftsjugend an. 1948 wurde er bei der Gewerkschaft Nahrung-Genuss-Gaststätten (NGG) in Offenbach am Main angestellt. Er wurde Geschäftsführer in Frankfurt, Vorsitzender des NGG-Landesbezirks Hessen/Rheinland-Pfalz/Saar, 2. Bundesvorsitzender und schließlich Vorsitzender der Gewerkschaft NGG. 1990 schied er aus Altersgründen aus.
Seine gewerkschaftliche Hauptaufgabe war die Tarifpolitik. In seiner Amtszeit als 2. Bundesvorsitzender verwirklichte er einheitliche Entgelttarife für Arbeiter und Angestellte, Regelungen zur Humanisierung der Arbeit durch Freizeit statt Erschwerniszuschläge (z. B. Schichtfreizeiten) und den tariflichen Vorruhestand.
Herrmann war zudem Mitglied in Aufsichtsräten großer Nahrungsmittelkonzerne.
1987 wurde er mit dem Bundesverdienstkreuz I. Klasse geehrt.